# Philippine de Brandebourg-Schwedt
Philippine Auguste Amélie de Brandebourg-Schwedt (10 octobre 1745 - 1er mai 1800) est landgravine consort de Hesse-Cassel, par son mariage avec Frédéric II de Hesse-Cassel. 

## Biographie
Philippine est l'un des cinq enfants nés de Frédéric-Guillaume de Brandebourg-Schwedt et son épouse Sophie-Dorothée de Prusse. 
Philippine est très tôt choisie par sa tante, Louise-Ulrique de Prusse, comme la future reine de Suède et souhaitait marier Philippine avec son fils, Gustave III. Ces plans sont brisées cependant lorsque Gustave épouse Sophie-Madeleine de Danemark en 1766. Louise-Ulrique veut ensuite marier Philippine avec son fils cadet, Charles, mais au lieu de cela, Gustave décide que son frère devait épouser Hedwige-Élisabeth-Charlotte de Schleswig-Holstein-Gottorp.
Le 10 janvier 1773, Philippine épouse Frédéric II de Hesse-Cassel, qui a 25 ans de plus, à Berlin. Elle est sa deuxième épouse, sa première épouse, Marie de Grande-Bretagne, est décédée l'année précédente. Ils n'ont pas d'enfants.
Au cours de son mariage, Philippine mène une vie largement indépendante, mettant en place sa propre cour. Le 1er mars 1777, elle donne naissance à un fils illégitime, Georges Philippson, fils de Georges Ernest Levin von Wintzingerode. Elle aide également à réconcilier son mari avec les enfants de son premier mariage, dont il a été séparé depuis 1754.
Frédéric est décédé le 31 octobre 1785. En tant que veuve, elle vit d'abord à Hanau. Après l'invasion des Français pendant la période révolutionnaire, elle déménage à Berlin. Le roi Frédéric-Guillaume II de Prusse lui fait don d'un palais. En 1794, elle épouse Wintzingerode avec l'approbation du roi. Philippine est décédé le 1er mai 1800. Elle est enterrée dans la Cathédrale de Berlin. Le seul héritier est son second mari Wintzingerode. 